# موريس جولي
موريس جولي (بالفرنسية: Maurice Joly)‏ ولد في 22 سبتمبر 1829 م و توفي عام 15 يوليو 1878 في باريس، هو كاتب وصحفي فرنسي، كان يعمل محاميا في مكتب باريس.